# Alain Terzian
Alain Terzian (Paris, 2 de maio de 1949) é um produtor de cinema franco-armênio, administrador do júri do Festival de Cannes, presidente da Académie des Arts et Techniques du Cinéma. Ele é o diretor executivo da Alter Films e o presidente da União dos Produtores Franceses, UPF.
Em 12 de março de 2009, juntamente com Charles Aznavour, André Santini e Hélène Ségara participou da cerimônia de abertura do Parque Yerevan, no centro de Paris.

## Prêmios
- Oficial da Legião de Honra
- Chevalier de Ordre d'honneur (Armênia) (2009)
- Oficial de Ordre national du Mérite
- Chevalier de Ordre des Arts et des Lettres

## Filmografia selecionada
- Chique! (2015)
- Mudança de Planos (2009)
- Le Premier Cercle (2009)
- Président (2006) (co-produtor)
- Anthony Zimmer (2005) (co-produtor)
- Je Reste! (2003)
- Os Visitantes II: Os Corredores do Tempo (1998)
- Héroïnes (1997)
- Les Visiteurs (1993)
- Club de rencontres (1987)
- Le debutant (1986)
- Ano da Água-viva (1984)
- La smala (1984)
- Laura, les ombres de l'été (1979) (produtor executivo)
- Les Ringards (1978)